# Brahim Boutayeb
Moulay Brahim Boutayeb (Khemisset, Marruecos, 15 de agosto de 1967) es un atleta especialista en carreras de larga distancia que se proclamó campeón olímpico de los 10 000 metros en los Juegos de Seúl 1988.
Antes de 1988 su especialidad eran los 5.000 metros, y dada su juventud estaba considerado como el sucesor de Saïd Aouita. En los Juegos Olímpicos de Seúl 1988 participó de forma inesperada en los 10 000 metros. La final se disputó el 26 de septiembre, y transcurrió a un ritmo muy rápido desde el inicio, con los keniatas Kipkemboi Kimeli y Moses Tanui tirando muy fuerte. 
Pronto se formó un reducido grupo en cabeza y pasaron por la mitad de la prueba a un ritmo de récord del mundo. Luego Boutayeb tomó el mando y se fue en solitario hacia la victoria. Casi todos pensaban que batiría el récord del mundo, pero en los metros finales redujo deliberadamente su ritmo mientras miraba hacia atrás, ya que en segunda posición venía su amigo, el italiano Salvatore Antibo. 
Finalmente Boutayeb ganó la medalla de oro con 27:21,46, la cuarta mejor marca mundial de la historia. La plata fue para Salvatore Antibo y el bronce para Kipkemboi Kimeli.
Tras los juegos de Seúl volvió a centrarse en las distancias más cortas. En 1989 hizo en La Coruña la cuarta mejor marca mundial del año en los 5.000 metros con 13:12,10. Participó en los Mundiales de Tokio en 1991, ganando la medalla de bronce en esta prueba, por detrás del keniano Yobes Ondieki y del etíope Fita Bayissa. Poco antes había realizado en Bruselas la mejor marca de su vida en esta prueba con 13:10,44
En los Juegos Olímpicos de Barcelona 1992 quedó en cuarta posición de los 5.000 metros, en una final muy apretada en la que llegó a solo 75 centésimas del ganador, el alemán Dieter Baumann.
Tras ser eliminado en las series clasificatorias de los Mundiales de Stuttgart en 1993, se retiró del atletismo. Luego se dedicó a otra de sus grandes pasiones: las carreras de coches.

## Marcas personales
- 5.000 metros - 13:10,44 (Roma, 17 Jul 1991)
- 10.000 metros - 27:21,46 (Seúl, 26 Sep 1988)

| Predecesor: Alberto Cova | Campeón Olímpico de 10000 metros Seúl 1988 | Sucesor: Khalid Skah |

- Datos: Q365786
- Multimedia: Brahim Boutayeb / Q365786